# Monede euro sanmarineze
Monedele Euro sanmarineze sunt emise din anul 2002. Fața comună (fața europeană)  arată valoarea monedei în euro sau eurocenți, iar fața națională conține un desen specific ales de Republica San Marino. 
Fiecare din cele opt valori conțin desene diferite. Toate desenele au cele 12 stele ale UE, anul emiterii și textul "SAN MARINO".
| 0,01 €                      | 0,02 €                                                  | 0,05 € |
| --------------------------- | ------------------------------------------------------- | --- |
|                             |                                                         | |
| Al treilea turn (Montale)   | Statuia Libertății                                      | Primul turn (Guaita)                                                                                                   |
| 0,10 €                      | 0,20 €                                                  | 0,50 € |
|                             |                                                         | |
| Bazilica Sfântului Marin    | Sfântul Marin, după un tablou în stilul școlii Guercino | Cele trei turnuri din San Marino: Guaita, Cesta și Montale                                                             |
| 1,00 €                      | 2,00 €                                                  | Marginea monedei de 2 €                                                                                                |
|                             |                                                         | Pe marginea monedei apare inscripția "2 *", repetată de șase ori, orientată alternativ de sus în jos și de jos în sus. |
| Stema oficială a republicii | Clădirea guvernului (Palazzo Pubblico)                  | |